# Andō Kō
Andō Kō (en japonès 安藤 幸, nom real: 幸田 幸, Kōda Kō (nascuda el 6 de desembre de 1878 al districte de Shitaya (avui: Taitō), a la prefectura de Tòquio - Idem. el 8 d'abril de 1963) va ser una violinista japonesa.

## Família
El seu pare Narinobu Koda (Rizo) - era antic servidor del shogunat. Després de la Restauració Meiji, es va convertir en un funcionari subordinat júnior del Ministeri d'Hisenda. La mare, Yu Koda - Fins al període Edo, la família Koda va servir com a Omote-bozushu (una posició en la qual la gent portava túnica de sacerdot amb el cap rapat i servia als senyors feudals i altres al castell d'Edo. El seu germà gran era l'escriptor Kōda Rohan, un altre germà gran era l'explorador Gunji Shigetada (1860–1924), el germà petit era l'historiador Kōda Shigetomo (1873–1954). Juntament amb la seva germana Kōda Nobu, Kō és considerada una pionera de tocar el violí i la música clàssica occidental al Japó. Un dels seus alumnes va ser Shin'ichi Suzuki, que va desenvolupar el concepte d'educació musical que porta el seu nom, el mètode Suzuki.

## Biografia
Kō va començar a tocar el violí als 10 anys. El músic austríac Rudolf Dittrich va descobrir el seu talent i va ensenyar Kō. Va continuar la seva formació al "Conservatori de Tòquio" (東京音楽学校, avui Universitat de les Arts de Tòquio), que va completar el 1898. Durant la seva etapa com a estudiant, va ser amiga de l'escriptor de cançons infantils Higashi Kume (1877–1969). Com a segona filla japonesa després de la seva germana Nobu, va ser enviada a l'estranger per estudiar violí, però a diferència de la seva germana, va ser enviada a Alemanya. El 1899 va sortir del Japó per conèixer Rudolf Dittrich, que havia tornat a Viena. Tanmateix, Kō va decidir estudiar al "Konservatorium Berlin" (avui: Universitat de les Arts de Berlín) amb Joseph Joachim. El mateix any va començar a estudiar amb l'alumne de Joachim i posterior successor Karl Markees (1865–1926). A partir de 1900 va ser ensenyada pel mateix Joachim.
Quan va tornar al Japó el 1903, es va convertir en professora de violí al Conservatori de Tòquio. El 1905 es va casar amb l'anglès Katsuichirō Andō. Mentre Kō va continuar ensenyant a Tòquio amb el seu nou nom familiar Kō Andō, el seu marit es va traslladar a Kyoto per treballar poc després del seu matrimoni. El matrimoni es va convertir en una relació de cap de setmana que va produir cinc fills. Un dels seus fills va ser l'escriptor i erudit alemany Takagi Taku (1907–1974).
Kō es va estalviar de les acusacions que la premsa va fer contra la seva germana Nobu a principis de segle. Però tot i que també va ser acceptada a l'Acadèmia Japonesa de les Arts el 1942, el conservatori la va acomiadar de manera informal i brusca el 1943. Després de la seva renúncia, va ensenyar violí com a professora particular fins al final de la seva vida. Va ser la primera dona a ser homenatjada com a persona d'especial mèrit cultural l'any 1958.
Andō Kō va morir d'una hemorràgia cerebral el 1963 a l'edat de 84 anys.

## Aclariment
Nom japonès: com és comú al Japó, el cognom va abans del primer nom en aquest article. Per tant, Andō és el nom de la família, Kō és el primer nom.	